# Damian Michalski (muzyk)

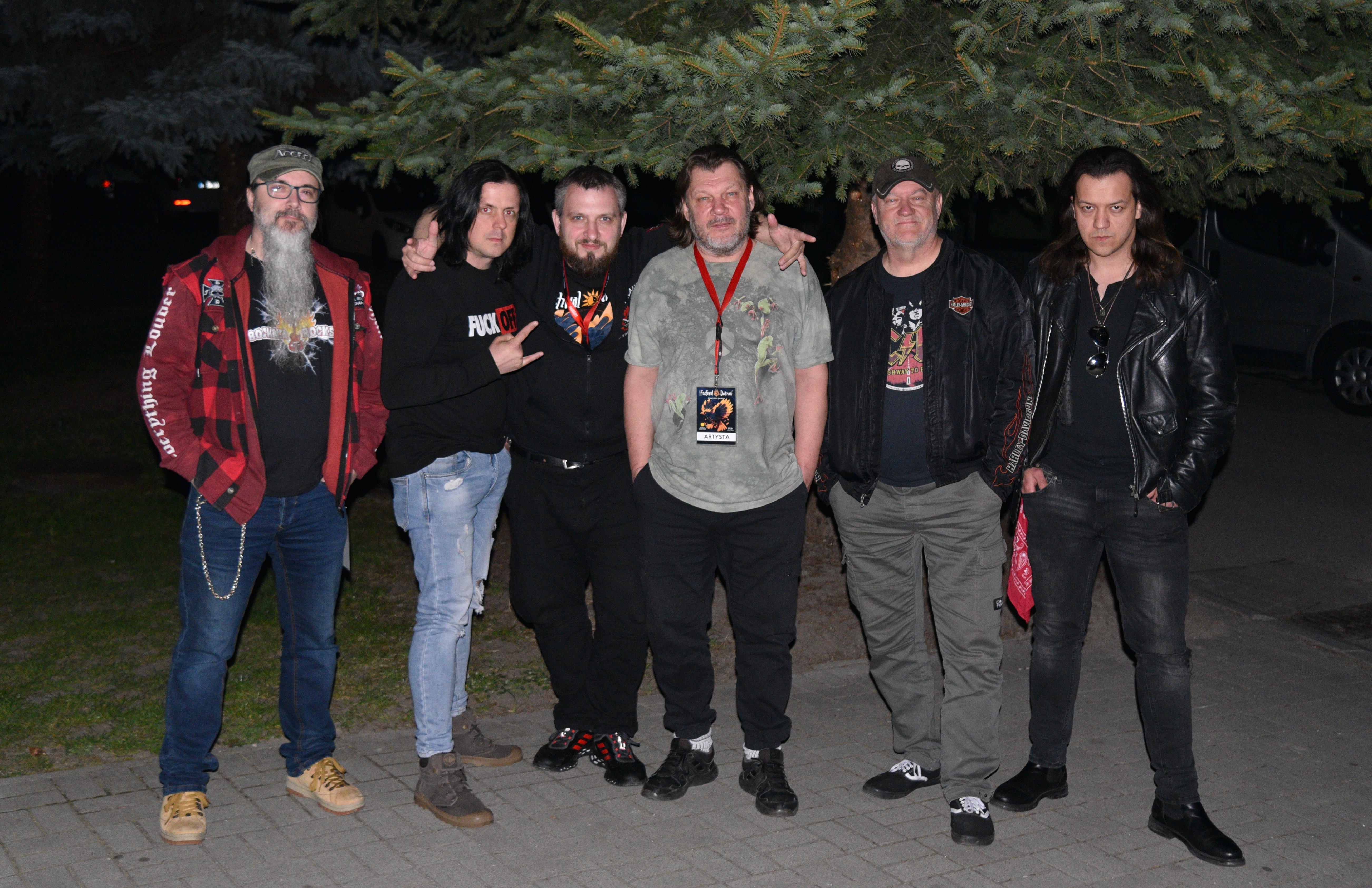
TSA Michalski Niekrasz Kapłon, Busko-Zdrój, 30.04.2023 r.

Damian Michalski (ur.16 marca 1988 w Krajence) – polski muzyk i wokalista. Absolwent ZSS w Krajence.
Wziął udział w programie telewizyjnym The Voice of Poland, gdzie wykonywał utwór z repertuaru zespołu The Police pt. Every Breath You Take. W programie został zauważony przez członków TSA i w 2018 zastąpił Marka Piekarczyka, który odszedł z zespołu. Wcześniej występował w lokalnej grupie muzycznej Nadmiar. Jako wokalista TSA zagrał trzy koncerty. Pierwszy 12 maja 2018 w Sokołowie Podlaskim, a ostatni 1 września 2018 roku w Tychach. Po ostatnim koncercie, w 2019 roku wraz z Januszem Niekarszem i Markiem Kapłonem założył zespół TSA Michalski Niekrasz Kapłon.